# Літопис Самійла Величка
«Літопис Самійла Величка»  — український козацький літопис першої половини XVIII ст. Написаний після 1720 року козацьким канцеляристом Самійлом Величком. Охоплює події 1620—1700 рр. Містить документи з військової канцелярії, а також цитати з нині втрачених документів та хронік. Разом з Літописом Самовидця, Літописом Григорія Грабянки й «Історією Русів» творить комплекс козацької історіографії.

## Історія
Сам літопис Самійла Величка не дійшов до нас у належному вигляді — дуже пошкоджений перший том, значно менше другий. Цілком ймовірно, що книга не закінчувалася 1700 роком, бо і в заголовку, і в багатьох місцях третього тому згадуються події принаймні до 1720 року. Тому, є думка, що втрачені й прикінцеві сторінки літопису.
Самійло Величко для створення свого Літопису не обмежився вузькими локальними матеріалами та власними спогадами. Навпаки, він використав різноманітні іноземні джерела. Але за найправдивіше джерело для Величка правили діаріуш (Щоденник) козацького літописця Самійла Зорки, особистого писаря гетьмана Богдана Хмельницького та дрібні козацькі «кронички».

## Мова
Літопис Величка написаний досить складною українською книжною мовою 18 століття з елементами народної мови, старослов'янізмами, словами польськими і латинськими. Літопис є одним з найголовніших і найвірогідніших творів української історіографії 2-ї половини 17 — початку 18 століття.

## Зміст
Літопис складається з 4 частин:
- перша — «Сказание о войне казацкой з поляками через Зеновія Богдана Хмельницького…» — змальовує події 1648–1659 років, окремими епізодами сягаючи у 1620 рік, Описуючи війну Якова Остряниці 1638 року, Величко додає до автентичного джерела, яким користувався, — щоденника польського хроніста Шимона Окольського — власний коментар;
- друга і третя частини, які охоплюють 1660—1686 та 1687—1700 роки, названі «Повествования летописная с малороссийских и иных отчасти поведениях собранная и зде описанная», містять значну кількість власних спостережень Величка і ґрунтуються на документах гетьманської канцелярії;
- у 4-й частині зібрано додатки з різних документів 17 століття.

## Малюнки
Літопис містить 16 малюнків, більшість з яких — зображення українських гетьманів, а також один портрет російського імператора Петра I. Деякі із зображень є унікальними портретами історичних осіб, зображень яких більше не зберіглось, тож вони стали основою для подальших ілюстрацій цих людей (зокрема: Івана Брюховецького (2 портрети, один з яких посмертний), Михайла Ханенка, Івана Виговського, Дем'яна Многогрішного тощо).
Деякі з портретів

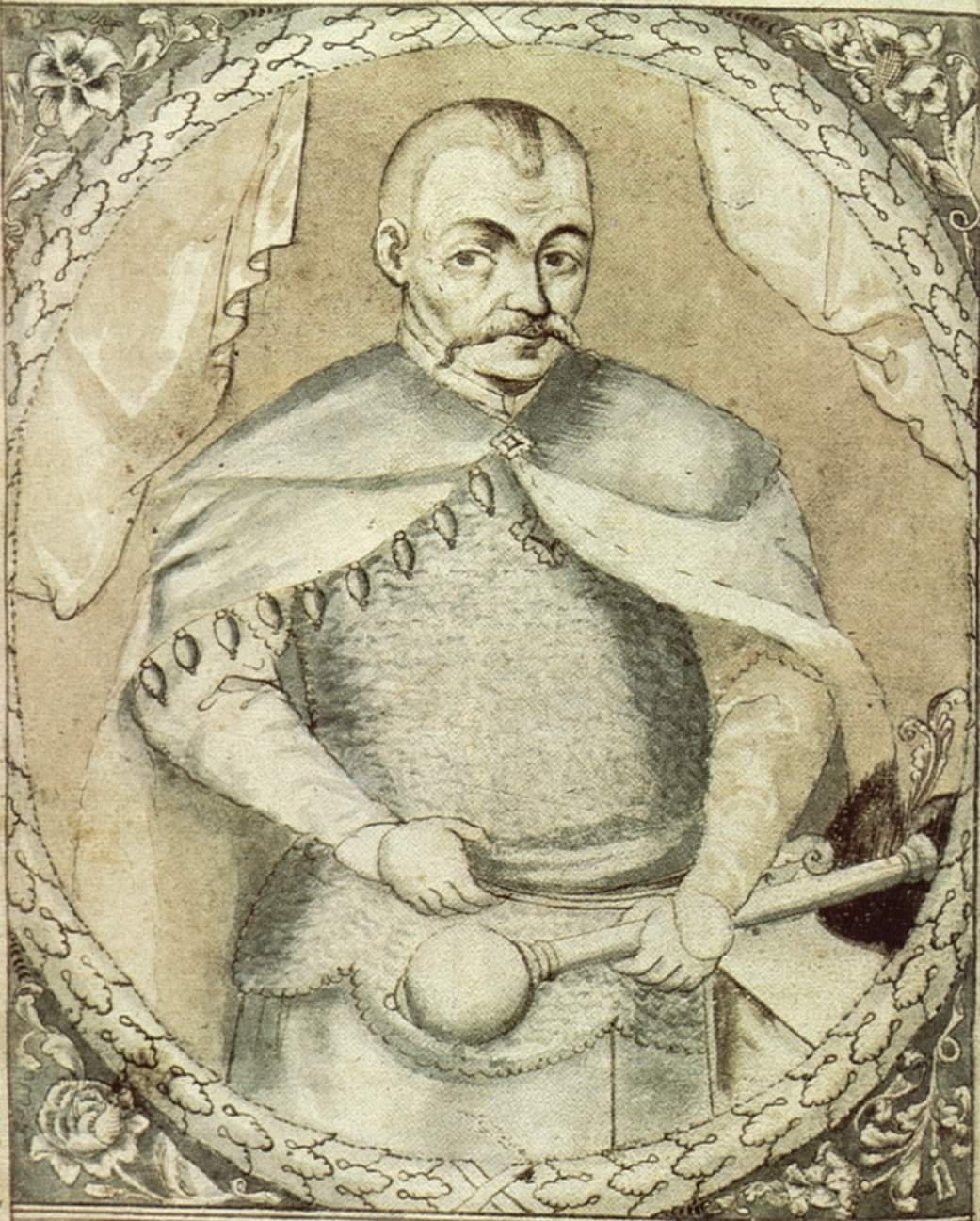
Богдан Хмельницький
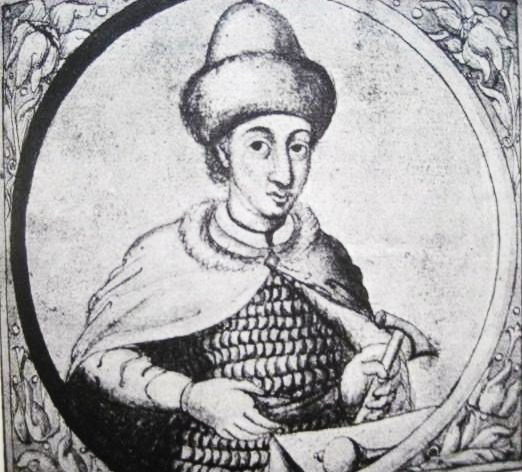
Юрій Хмельницький
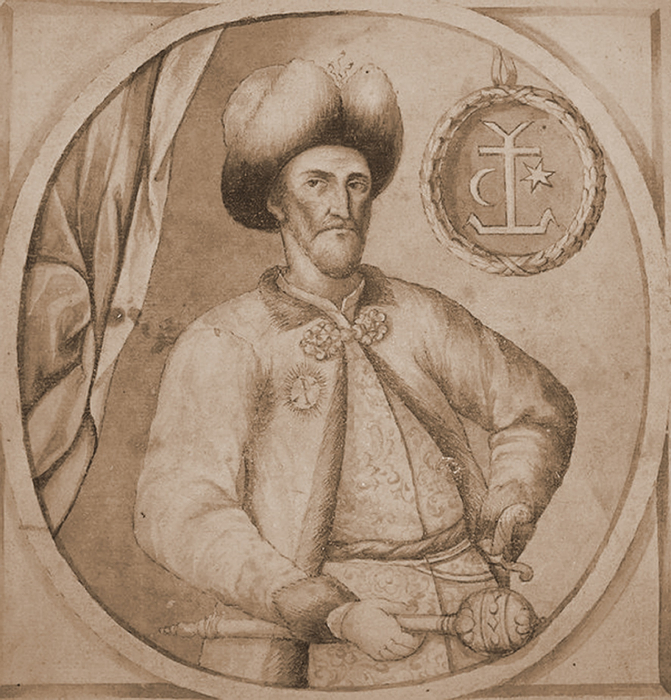
Іван Мазепа
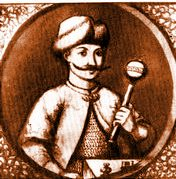
Іван Виговський
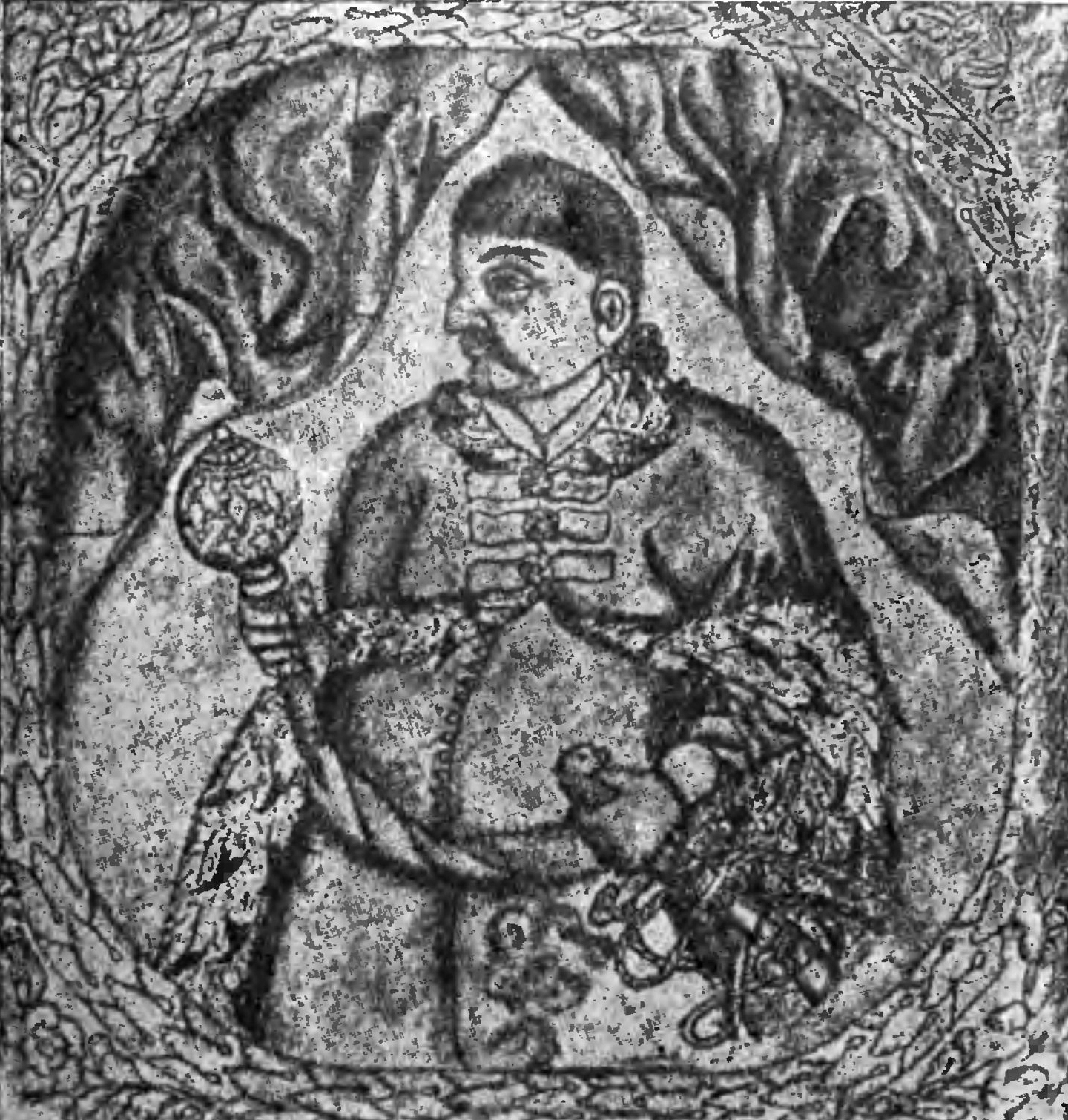
Петро Дорошенко
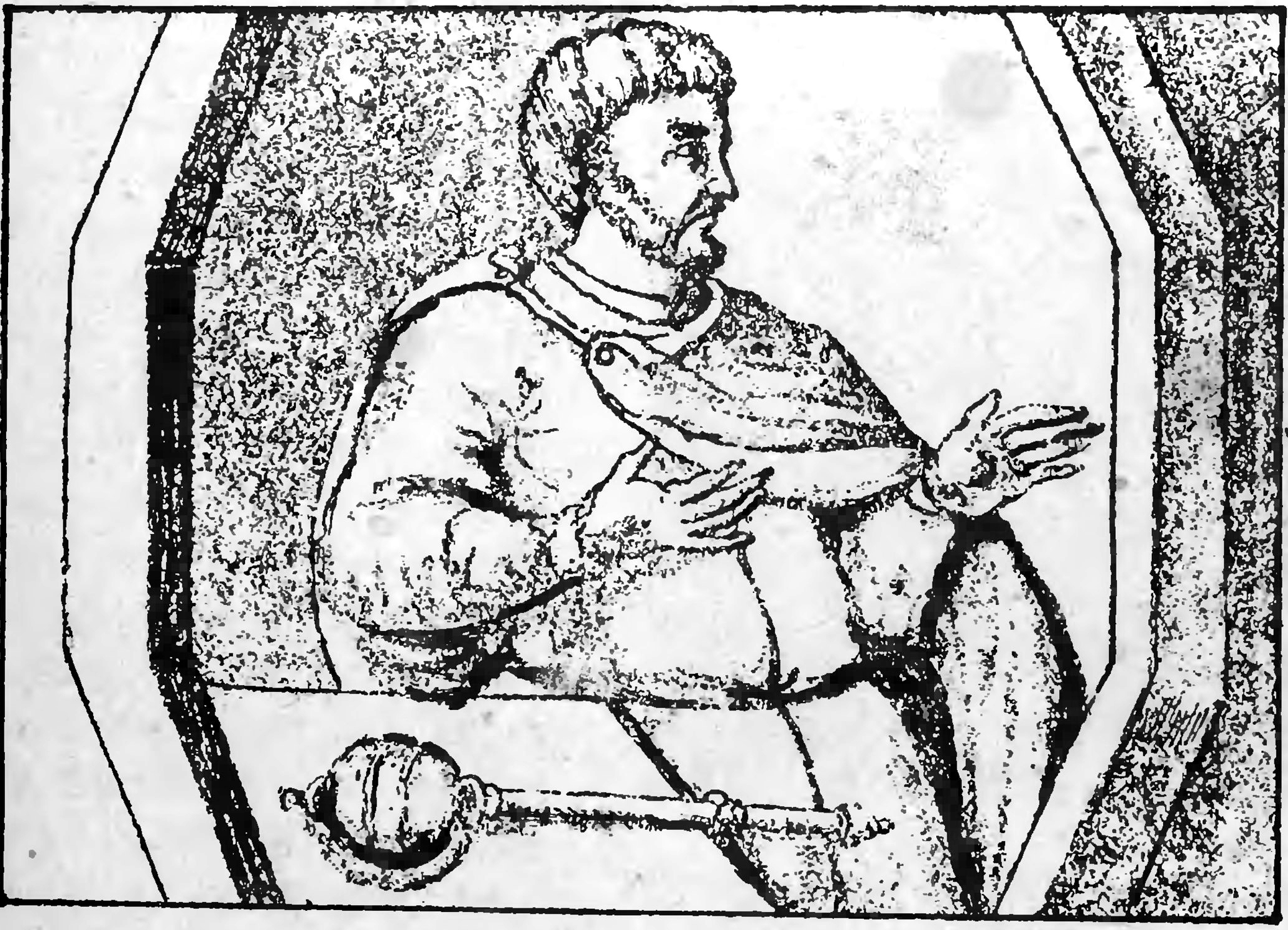
Дем'ян Многогрішний
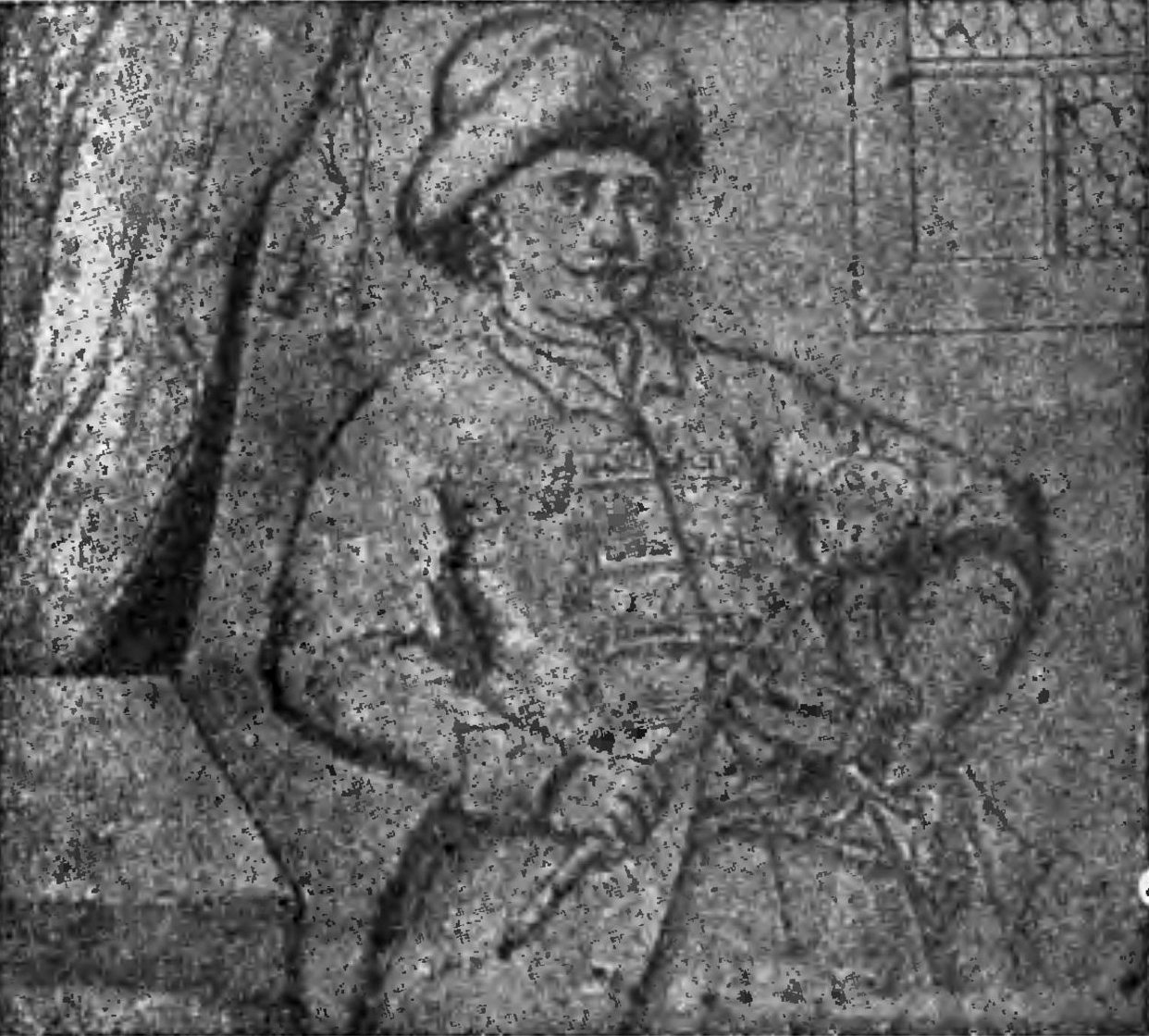
Михайло Ханенко
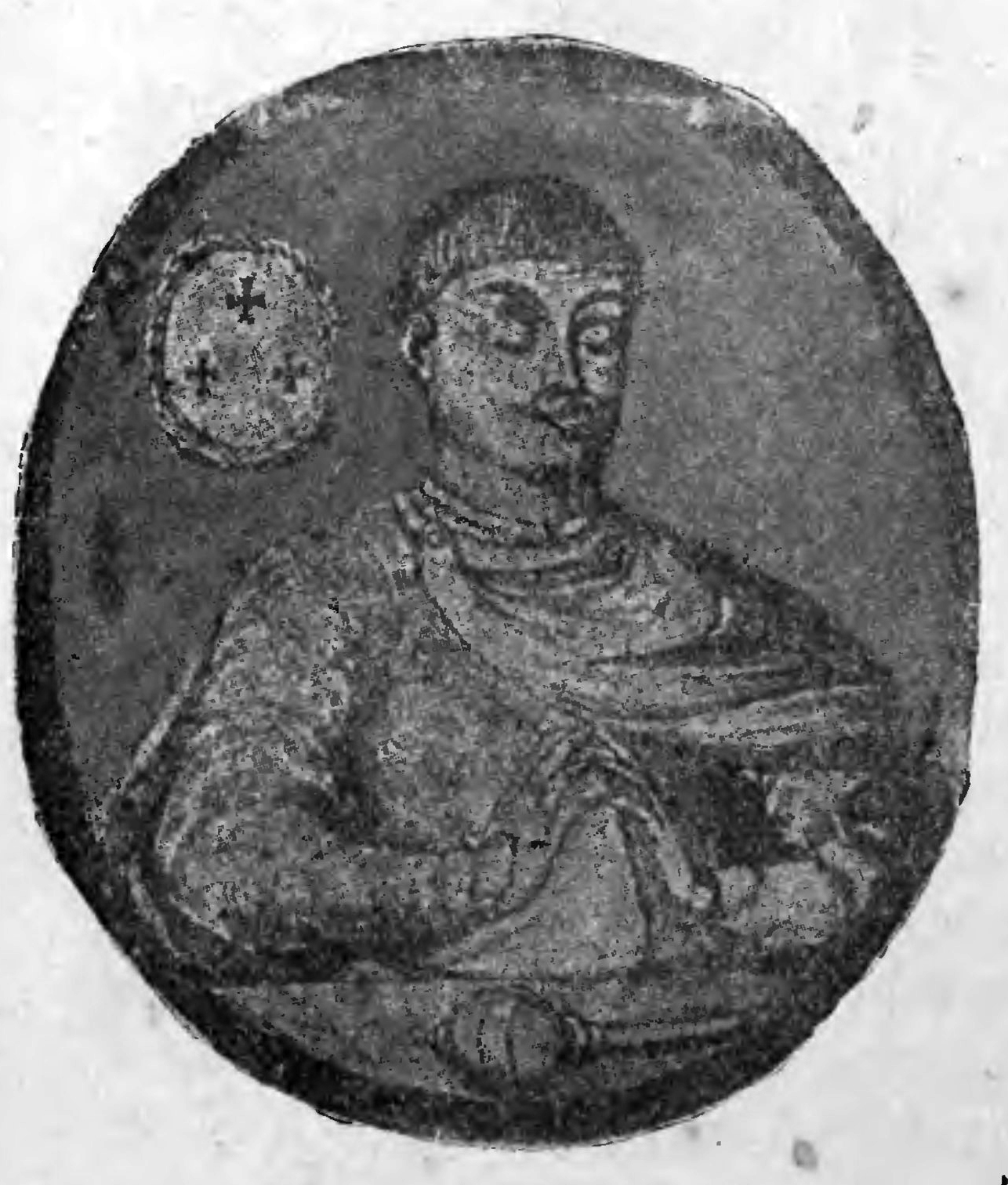
Іван Брюховецький «у домовині»

## Редакції. Списки
Літопис Самійла Величка відомий у двох редакціях, у тому числі в авторському оригіналі. Оригінал було куплено 1840 р. у Москві комісіонером Большаковим на аукціоні у відомого колекціонера Лаптева для академіка М. Погодіна. Погодін повідомив про свою покупку О. Бодянського й М. Максимовича, які відразу зрозуміли велике значення рукопису. Але М. Погодін заправив величезний гонорар, і О. Бодянський не зміг видати його. 1842—1845 р. О. Бодянський і М. Гулак зробили копії з цього списку. М. Погодін віддав придбаний ним рукопис у Київську археографічну комісію, де він вийшов упродовж ряду років під назвою «Летопись событий в юго-западной России в 17 в.» (І том — 1848, II том — 1851, III том — 1855, IV том — 1864). Нині це раритетне видання, але воно є в Україні, доступне для читачів. Працю вперше опубліковано у чотирьох томах у 1848–64 Київською археографічною комісією. Ще один список рукопису свого часу віднайшов історик М. Судієнко; цей список колись належав депутатові комісії по складанню «Нового уложения» 1767—1769 років від Лубенського полку, українському політичному діячеві, збирачу документів з історії України Григорію Полетиці. Рукопис зберігається у Російській національній бібліотеці у Санкт-Петербурзі, один із списків твору — в Iнституті рукопису НБУВ.
Українська академія наук у 1926 взялась за перевидання праці Самійла Величка. Вийшла друком перша частина літопису, якій повернули оригінальну назву — «Сказаніє о войнѣ козацкой з поляками» (Київ, 1926, Акад. наук, 268 ст.).
14 жовтня 2020 р. в Батурині відбулась презентація повного видання «Літопису». Його вперше за 300 років було видано саме в такому вигляді, в якому автор створював його спочатку. Видання містить повний текст праці Величка, реконструйований згідно з його задумом, біографію автора пам'ятки, кодикологічний аналіз оригіналу рукопису, історію його створення, зберігання і побулікацій, історіографію, археографічні коментарі, а також таблицю використаних Величком документів, літературних та історичних праць.

## Видання
- Репринтне видання 1926 року:
Самійла Величка Сказаніє о войнѣ козацкой з поляками [Архівовано 27 січня 2022 у Wayback Machine.]. Київ : Українська Академія Наук, 1926. 268 с.
- Величко, С. В. Літопис [Архівовано 9 січня 2008 у Wayback Machine.]: у 2 т. / пер. з книжної української мови, вст. стаття, комент. В. О. Шевчука; Відп. ред. О. В. Мишанич. Київ: Дніпро, 1991.
- Збірник козацьких літописів: Густинський. Самійла Величка. Грабянки [Архівовано 5 лютого 2020 у Wayback Machine.]. / [упоряд. та пер.: В. Крекотень, В. Шевчук, Р. Іванченко]. Київ: Дніпро, 2006.
- Величко, С. Літопис / Ред. кол.: В. Смолій (відп. ред.), Т. Таїрова-Яковлєва (відп. ред.), Г. Боряк, А. Бовгиря, Л. Дубровіна, Д. Ципкін; Упоряд.: Г. Боряк, Т. Таїрова-Яковлєва; Підгот. до друку: А. Багро, С. Багро, А. Бовгиря, Т. Добрянська, О. Іванова, В. Кононенко, М. Филипович. НАН України. Інститут історії України; Санкт-Петербурзький державний університет. Центр вивчення історії України. Київ: Кліо, 2020.